# Edith Pineda
Edith Pineda (9 febbraio 1971) è un'ex cestista messicana.

## Carriera
Con il Messico ha disputato i Campionati americani del 1993.